# Karel Štark
Karel Štark (nascido em 25 de fevereiro de 1942) é um ex-ciclista olímpico tchecoslovaco. Representou sua nação nos Jogos Olímpicos de Verão de 1964.